# ریو کیونگ سو
ریو کیونگ سو (کره‌ای: 류경수؛ زادهٔ ۱۲ اکتبر ۱۹۹۲) بازیگر اهل کره جنوبی است. او برای ایفای نقش یک گنگستر در مجموعهٔ تلویزیونی ۲۰۲۰، کلاس ایته‌‌وون و مجموعهٔ تلویزیونی اعتراف مشهور است. در سال ۲۰۱۹ او در فیلم‌هایی همچون دایره بزن و در رو و یک مقاومت بازی کرده‌است. در سال ۲۰۲۱ او در مجموعه‌های تلویزیونی دلباخته در شهر و عازم جهنم ایفای نقش کرده‌است.

## فیلم‌شناسی

### مجموعه تلویزیونی
| سال  | عنوان             | نقش             | منابع        |
| ---- | ----------------- | --------------- | ------------ |
| ۲۰۱۲ | هپی اندینگ        | پارک جونگ هو    | [ ۴ ]        |
| ۲۰۱۳ | دو هفته           |                 | [ ۵ ]        |
| ۲۰۱۹ | اعتراف            | هان جونگ گو     | [ ۶ ]        |
| ۲۰۲۰ | کلاس ایته‌‌وون      | چوی سونگ کوان   | [ ۷ ]        |
| ۲۰۲۱ | عازم جهنم         | روحانی فرقه     | [ ۸ ]        |
| ۲۰۲۲ | صدای جادو         | کارمند پاره وقت | حضور افتخاری |
| ۲۰۲۲ | گلیچ              | کیم بیونگ جو    | [ ۹ ]        |
| ۲۰۲۳ | افسانه نه دم ۱۹۳۸ | چون مو یونگ     | [ ۱۰ ]       |